# مرگ و تشییع حسینعلی منتظری

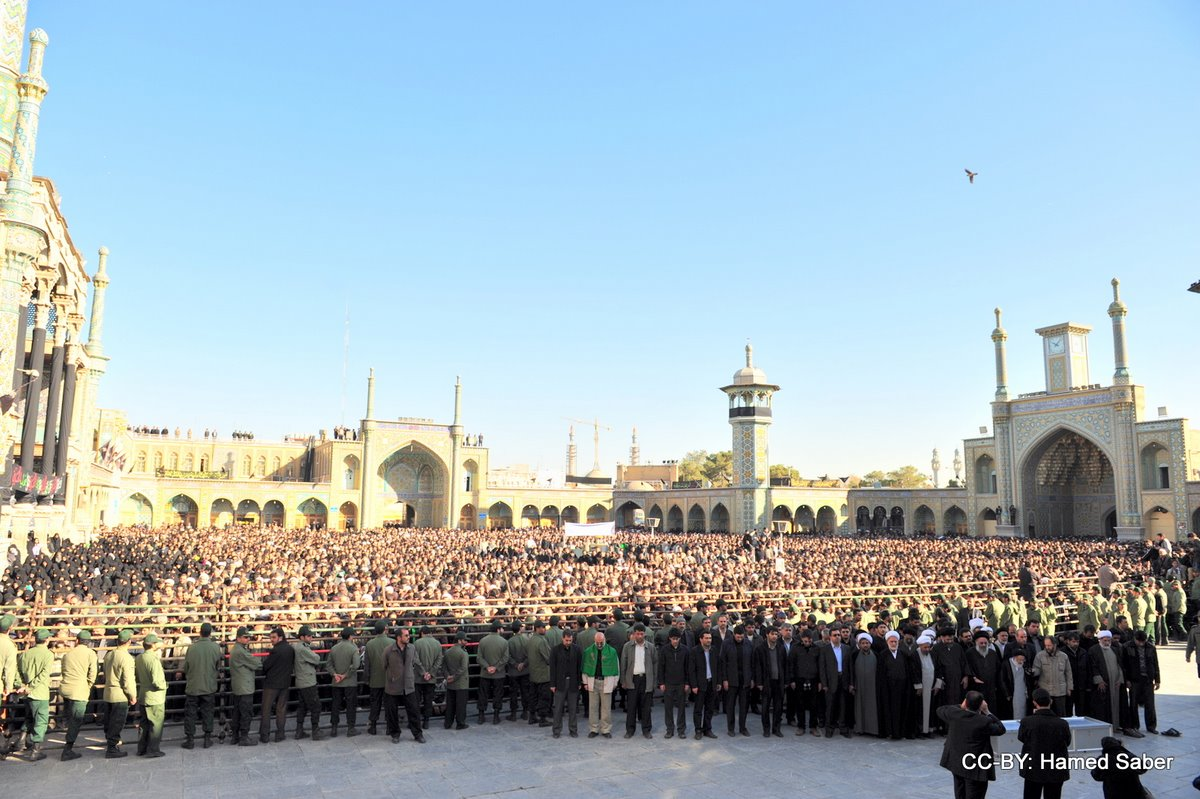
نماز میت بر سر جنازه حسینعلی منتظری به امامت سید موسی شبیری زنجانی

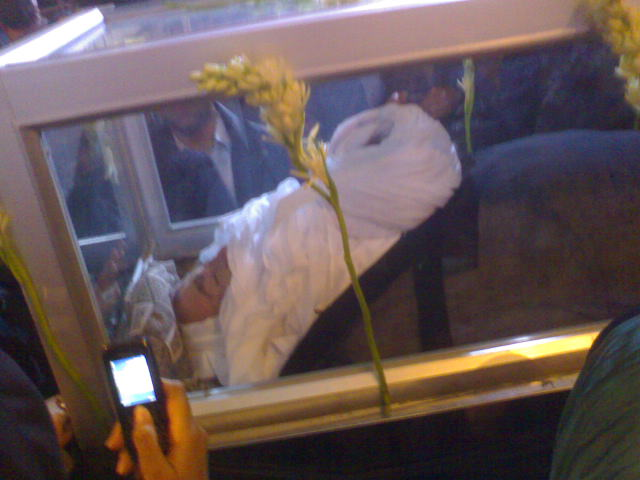
پیکر بی‌جان حسینعلی منتظری ،۳۰ آذر ۱۳۸۸، قم

حسینعلی منتظری ساعت ۱ بامداد روز یک‌شنبه ۲۹ آذر ۱۳۸۸ شمسی در ۸۷ سالگی درگذشت. ناصر منتظری، یکی از نوادگان منتظری در گفتگو با آسوشیتدپرس گفت که وی در خواب مرده است. به گفتهٔ یکی از فرزندانش او به مرگ طبیعی درگذشته‌است.
واکنش‌های فراوانی در پی این مرگ شکل گرفت. شخصیت‌های گوناگون و احزاب مختلف این درگذشت را تسلیت گفتند. میرحسین موسوی و مهدی کروبی، از رهبران جنبش سبز نیز در بیانیه‌ای مشترک روز ۳۰ آذر را عزای عمومی اعلام کردند. برآوردهای اولیه از مراسم تشییع پیکر حکایت از حضور «صدها هزار نفر» از مردم در این آیین داشت، که برخی منابع نیز حضور مردم را «میلیونی» اعلام کردند.

## واکنش‌ها
- سید علی خامنه‌ای :سید علی خامنه‌ای در پیام تسلیتی که در سایت دفتر نشر آثار او منتشر شد درگذشت حسینعلی منتظری را تسلیت گفت. خامنه‌ای در این پیام منتظری را فقیهی بزرگ و متبحر و استادی برجسته نامید. خامنه‌ای در ادامه و در انتهای پیام تسلیت به اختلافات منتظری و روح‌الله خمینی اشاره نمود و آن را امتحانی از جانب خدا دانست و از خداوند خواست که آن را با پوشش رحمت و مغفرت خود بپوشاند و ابتلائات دنیوی را کفاره آن قرار دهد.[۸]
- میرحسین موسوی: میرحسین موسوی در پیامی درگذشت حسینعلی منتظری را به فرزند او احمد منتظری تسلیت گفت. او این واقعه را ضایعه‌ای عظیم دانست که علمای دینی باید نسبت به جبران آن اقدام کنند. او منتظری را برای نسل جوان مدرکی دانست تا آن‌ها را برای نیازشان برای بهره‌مندی از پشتوانه روحانیت متقاعد کند.[۹]
- مهدی کروبی :مهدی کروبی با صدور اطلاعیه‌ای مرگ حسینعلی منتظری را تسلیت گفت. او منتظری را از معدود فقهایی دانست که سال‌ها رنج زندان در دوران شاه و سایر محدودیت‌ها را به جان خرید.[۱۰]
- سید محمد خاتمی :سید محمد خاتمی، رئیس‌جمهوری پیشین ایران هم در پیامی، با اشاره به «رنج‌ها، دربدری‌ها، زندان‌ها و شکنجه‌هایی» که منتظری برای «دفاع از میهن و مردم» متحمل شده بود، نوشت: «فقدان این عالم ربانی برای اسلام و تشیع و به خصوص حوزه‌های علمیه خسارتی بزرگ است.»[۱۱]
- اکبر هاشمی رفسنجانی :اکبر هاشمی رفسنجانی، رئیس مجمع تشخیص مصلحت نظام و رئیس مجلس خبرگان ایران نیز با انتشار پیامی، منتظری را «فقیه برجسته، مجاهد نستوه و مبارز عالم و بزرگوار» خوانده و درگذشت او را آسیبی به «حوزه‌های علمیه و جامعه اسلامی» دانسته‌است.[۱۲]
- ناصر مکارم شیرازی :ناصر مکارم شیرازی در پیامی با ابراز تاسف از درگذشت منتظری اعلام داشت «فقدان عالم فرزانه مرحوم آیت‌الله آقای منتظری رحمت‌الله علیه موجب تاسف و تأثر گردید» وی بخشی از مواضع منتظری مخصوصاً در اواخر حیات خمینی را مورد قبول ندانست و از خداوند بزرگ برای او طلب رحمت کرد و به بازماندگان‌اش تسلیت گفته‌است.[۱۳]
- سید حسن خمینی :سید حسن خمینی در پیامی مرگ حسینعلی منتظری را به فرزند او احمد منتظری تسلیت گفت. خمینی مرگ منتظری را ضایعه‌ای بر جان حوزه‌های علمیه دانست.[۱۴]
- یوسف صانعی :یوسف صانعی در ابتدای روز یکشنبه (۲۹ آذر ۱۳۸۸) در بیت حسینعلی منتظری حضور یافت و شخصاً به فرزندان و خانواده منتظری اعلام تسلیت نمود.
صانعی در پیام تسلیت خود، منتظری را «اسوه ایستادگی» خوانده و درگذشت او را به حجت بن الحسن و مراجع عظام تقلید و حوزه‌های علمیه و ملت ایران و خانواده‌های شهداء، ایثارگران و جانبازان و همه ملت‌های آزاده و وابستگان سببی و نسبی منتظری تسلیت گفته‌است.[۱۵][۱۶]
- عبدالکریم سروش :عبدالکریم سروش به مناسبت درگذشت منتظری پیامی صادر کرد و در آن منتظری را «دلیرترین فقیه استبداد ستیز دوران» نامید. سروش نوشته‌است منتظری به آنچه می‌گفت و می‌آموخت حقیقتاً باور داشت و از آنچه داشت و می‌توانست داشته باشد کریمانه و دلیرانه گذشت و حق عدل و احسان را به جا آورد و اینک با نیک نامی و آبرومندی به دیدار پروردگاری شتافته‌است که دوستدار محسنان است.
وی نپذیرفتن پاره‌ای از اجتهادات خمینی را حق منتظری دانسته و گفته‌است «نظام استبداد دینی» نه تنها این انتقادات را نپذیرفته بلکه به دلیل عوامانهٔ «خون کردن دل امام»، آن را چون گناه کبیره‌ای دیده که فاعلش لایق مجازات است.
او پیام سیدعلی خامنه‌ای را «پیام بی‌دردانه و خودپسندانه» خوانده و آن را «نمکی تازه بر این زخم ظالمانه پرعفونت» دانسته‌است که به دست اعوان و انصار او پدید آمده‌است و آن عزیز را بی‌محکمه و بی‌محاکمه به مدت پنج سال «چون گنجشکی مظلوم در محاصره کرکسان ظالم» نگاه داشته‌است. وی جرم بزرگ منتظری را شایسته ندانستن منصب افتا برای سید علی خامنه‌ای دانسته‌است.[۱۷]
- شیرین عبادی :شیرین عبادی در پیامی منتظری را پدری خطاب کرد که قدرش را ندانسته‌است. در پایان این پیام آمده‌است «پدر ما را ببخش که تو بزرگواری. پدر کوتاهی فرزندانت را تاریخ جبران خواهد کرد. تاریخ در مورد ستمی که بر تو رفت و آزادگی تو کتاب‌ها خواهد نوشت. تو در یادها زنده هستی تا عدالت و انسانیت زنده‌است».[۱۸]
- ابوالحسن بنی‌صدر :ابوالحسن بنی‌صدر اولین رئیس‌جمهور تاریخ ایران نیز با انتشار یک پیام خبر درگذشت منتظری را تسلیت گفت و همچنین دربارهٔ منتظری گفت: «او پای استقامت سست نکرد و ایستاده بر حقوق مردم ایران، چشم از جهان فروبست و به کاروان سرور آزادگان، حسین بن علی (ع) پیوست و، زندگی در آزادگی جست.»[۱۹]
- عباس امیرانتظام :عباس امیرانتظام زندانی سیاسی و سخنگو دولت مهدی بازرگان نیز با انتشار پیامی درگذشت حسینعلی منتظری را به خانواده و مردم ایران تسلیت گفت. امیرانتظام، منتظری را یکی از شخصیت‌های برجسته دینی دانست که به اصول اخلاقی در زندگی اجتماعی پای‌بند بوده که دفاع از حقوق و ارزش‌های انسانی را فدای مصلحت‌اندیشی ننمود.[۲۰]
- مولانا عبدالحمید :مولانا عبدالحمید امام جمعه اهل سنت زاهدان در پیامی ضمن اسفناک خواندن درگذشت منتظری برای حوزه‌های علمیه و جامعه علمی، به خدمات او در جهت وحدت مسلمانان علی‌الخصوص شیعه و سنی اشاره کرد. وی در پایان به بیت منتظری، حوزه‌های علمیه و جامعه علمی کشور تسلیت گفت.[نیازمند منبع]
- مجتمع آیت‌الله طالقانی :مجتمع فرهنگی آیت‌الله طالقانی به مناسبت درگذشت منتظری بیانیه‌ای را صادر کرد. در بخشی از این بیانیه آمده‌بود: «آیت‌الله منتظری لحظه‌ای ظلم ظالمان را برنتافت و در اوج مصائبی که برایش ساختند، از مرگ نهراسید در حالی که در آماج انواع اتهام و فتنه قرار داشت.»[۲۱]
- سید جلال الدین طاهری اصفهانی :سید جلال الدین طاهری اصفهانی امام جمعه سابق اصفهان در پیامی ضمن تسلیت درگذشت او به فرزندش احمد منتظری آورده‌است: «روح بلند مجاهد نستوه، فقیه عالیقدر، مرجع مظلوم و آزادیخواه جهان تشیع، حضرت آیت‌الله العظمی منتظری رضوان الله تعالی علیه در ایام شهادت اسوه مظلومان و آزادگان جهان، سالار شهیدان، حضرت ابا عبدالله (ع) به ملکوت اعلی پیوست و عالم اسلام را غرق در عزا و ماتم نمود. آن بزرگ‌مرد که استوانه فقاهت، تقوی، زهد، مجاهدت و عرفان بود سراسر عمر شریفش را در ترویج معارف حقه قرآن و اهل بیت صلوات الله و سلام علیهم اجمعین و نمایاندن چهره ناب اسلام محمدی سپری نموده و همواره بر استیفای حقوق حقه مردم پایفشاری نمود. نوای دلنشین تفسیر نهج البلاغه اش همواره فریاد امام علی بن ابیطالب (ع) را در گوش انسان‌ها نوا در می‌دهد.»[۲۲]
- حسین مظاهری: «ایشان فقیهی نامدار بودند که برای به ثمر رسیدن انقلاب شکوهمند اسلامی و مبارزه با رژیم ستمشاهی، دوران طولانی از حیات خود را در خدمت نهضت اسلامی آن امام راحل عظیم‌الشأن، سپری کرده و در راه تشکیل نظام مقدّس جمهوری اسلامی، با مجاهدت بسیار، شداید و مصائب فراوانی را تحمّل نمودند و فرزند برومند خویش را نیز برای اعتلاء و عظمت اسلام عزیز و تحکیم انقلاب اسلامی، تقدیم کردند. اینجانب با تکریم یاد ایشان و با عرض تسلیت به شاگردان و مقلّدان آن مرحوم و بیت مکرّم و فرزندان محترمشان و همچنین مردم مؤمن و انقلابی نجف آباد و علماء و روحانیّت محترم این شهر مذهبی، از خداوند تعالی برای آن فقیه بزرگوار، مغفرت و رحمت الهی و برای خاندان مُصاب، اجر جزیل و صبر جمیل مسألت می‌کنم.»[۲۳]
- موسوی اردبیلی :موسوی اردبیلی در پیامی با اشاره به مبارزات منتظری با حکومت پادشاهی پهلوی، درگذشت او را «ضایعه‌ای بزرگ» خواند.[۱۲]
- صافی گلپایگانی :صافی گلپایگانی نیز با صدور پیامی، درگذشت حسینعلی منتظری را به اعضای خانواده او تسلیت گفت.[۱۲]
- علی‌محمد دستغیب :علی‌محمد دستغیب از مراجع تقلید در پیامی مرگ حسینعلی منتظری را به امام زمان، مراجع تقلید، حوزه‌های علمیه، شیعیان جهان، مردم ایران و به خانواده و فرزندان او تسلیت گفت.[۲۴]
- اسدالله بیات زنجانی :اسدالله بیات زنجانی با انتشار پیامی اعلام نمود که مرگ حسینعلی منتظری ثلمه‌ای در اسلام و امت اسلامی به وجود آورد که قابل جبران نیست. زنجانی، منتظری را در معرفت همانند سلمان، در زندگی دنیایی همانند ابوذر و در دفاع از حریم اسلام همانند مفید دانست.[۲۵]
- سید علی سیستانی :سیدعلی سیستانی از مراجع شیعه، در پیامی به احمد منتظری درگذشت پدر او را به وی و دیگر افراد خانوادهٔ این درگذشته و به عموم علاقه‌مندان او تسلیت گفت. در پایان این بیانیه آمده بود: «از خداوند منان برای آن فقید سعید علو درجات و برای بازماندگان صبر جمیل و اجر جزیل مسألت دارم،»[۲۶]
- مقامات کاخ سفید :مایک همر سخنگوی شورای امنیت ملی کاخ سفید با انتشار بیانیه‌ای درگذشت حسینعلی منتظری را تسلیت گفت؛ و همچنین منتظری را فردی متعهد به دفاع از حقوق جهان‌شمول و چهره‌ای شناخته شده در این زمینه دانست.[۲۷]

## واکنش احزاب و گروه‌ها

### جبهه مشارکت ایران اسلامی
جبهه مشارکت ایران اسلامی در اطلاعیه خود به مناسبت درگذشت حسینعلی منتظری، از او به عنوان «مجتهدی زمان‌شناس و ستم ستیز در همه عمر» یاد کرده‌است.

### مجاهدین انقلاب اسلامی
سازمان مجاهدین انقلاب اسلامی هم در اطلاعیه‌ای که صادر کرد، از «حق گرایی، صراحت و شجاعت» او تجلیل نمود.
در اطلاعیه سازمان مجاهدین انقلاب آمده‌است: «چه تأسف بار است از دست دادن عالمی چون او در زمانه‌ای که بیش از هر زمان دیگری به وجودش نیازمند بودیم».

### فراکسیون خط امام مجلس شورای اسلامی
فراکسیون خط امام مجلس شورای اسلامی در پیام تسلیتی منتظری را مرجع مسلم تقلید و از استوانه‌های مستحکم فقاهت دانست. این فراکسیون مرگ منتظری را به مراجع تقلید، روحانیت و بیت او تسلیت گفت.

### مردم سالاری
حزب مردم سالاری با صدور پیامی مرگ حسینعلی منتظری را تسلیت گفت. در این پیام حزب مردم سالاری منتظری را مجتهدی نستوه نامید که علیه استکبار جهانی در دوران شاه مبارزه می‌کرده‌است.

### دانش آموختگان ایران اسلامی (ادوار تحکیم وحدت)
سازمان دانش آموختگان ایران اسلامی (ادوار تحکیم وحدت)، در اطلاعیه خود حسینعلی منتظری را «مبارز نستوه» خوانده‌است که «همواره مورد غضب و کینه استبداد بوده و سال‌ها حبس و حصر را در این راه» تحمل کرد.
این سازمان از آقای منتظری به عنوان «تنها کسی که در مسیر دفاع از حقوق انسان‌ها، قدرت را وانهاد»، تجلیل کرده‌است.

### جامعه روحانیت اهل سنت استان سیستان و بلوچستان
جامعه روحانیت اهل سنت استان سیستان و بلوچستان ضمن تسلیت ایشان را یکی از مراجع روشنفکر دانستند که خدمات شایسته‌ای برای ملت مسلمان انجام دادند.

## بازداشت‌ها
تشییع:
احمد قابل از پژوهشگران دینی و از شاگردان حسینعلی منتظری که برای مراسم تشییع او از مشهد به قم سفر می‌کرد در بین راه نیشابور بازداشت شد. همچنین اتوبوس حامل خانواده تعدادی از زندانیان سیاسی و فعالان حقوق زنان محاصره شد و چهار نفر از آنان بازداشت شدند. محبوبه عباسقلی‌زاده و شیوا نظرآهاری از فعالین حقوق زنان و دو نفر دیگر در این اتوبوس بازداشت شدند. محمد نوری زاد کارگردان و روزنامه‌نگار سابق روزنامه کیهان نیز در این روز به جرم توهین به علی خامنه‌ای رهبر جمهوری اسلامی ایران و لاریجانی رئیس قوه قضاییه جمهوری اسلامی ایران نیز بازداشت شد.
چهلم:
در مراسم چهلم منتظری حدود ۴۰ نفر از عزاداران - مرد و زن - دستگیر شدند.
به گفته مأمورین امنیتی پس از ۲۴ ساعت از این دستگیری‌ها به جر ۸ نفر بقیه آزاد شده‌اند. به جز چهار نفر هنوز هویت بقیه این افراد مشخص نیست.
1. علی اشرف فتحی، نویسنده وبلاگ تورجان
2. سینا پروانه - فعال دانشجویی و دبیر مجمع دانشجویی استان اصفهان

۳- مجتبی بیگی - برادر عروس محمد منتظری
۴-محمدمهدی ربانی - ۲۱ ساله - نوه محمد مهدی ربانی املشی
مراسم همسر منتظری:
بیش از ۴۰ نفر شرکت کنندگان در مراسم ارتحال همسر منتظری در قم توسط نیروهای امنیتی دستگیر شده و برخی از آن‌ها پس از انتقال به مراکز نیروی انتظامی تحت شکنجه‌های وحشیانه قرار گرفتند. نیروهای امنیتی تهدید کرده بودند که آنان را به دریاچه نمک قم خواهند انداخت. در این مراسم دکتر رحمت‌الله باستانی نیز دستگیر شد

## دستور وزارت ارشاد به روزنامه‌ها
وزارت ارشاد دولت محمود احمدی‌نژاد پس از مرگ حسینعلی منتظری با استقرار نمایندگانش در چاپخانه روزنامه‌ها اعلام نمود که حق ندارند در صفحه اول خود عکسی از منتظری منتشر کنند و پیام‌های تسلیتی به شرطی که تحریک‌کننده نباشند به استثنای پیام علی خامنه‌ای باید در صفحات داخلی منتشر شوند. وزارت ارشاد دلیل این اقدام را جلوگیری از تحریک مردم دانست.

## نحوه پوشش خبری
خبرگزاری‌های دولتی نظیر ایرنا و خبرگزاری فارس خبر درگذشت حسینعلی منتظری را به شکل متفاوتی پوشش دادند. اولین خبر فارس که به عنوان فوری منتشر شد «برای آقای منتظری از عنوان «آیت‌الله منتظری»» استفاده کرده بود اما بعد از ساعاتی آن را به «حسینعلی منتظری» تغییر داد. همچنین خبرگزاری ایرنا با تیتر «منتظری درگذشت» این خبر را اعلام کرد. در این خبر آمده‌است که «آقای منتظری به عنوان چهره مذهبی اغتشاشگران فعالیت کرد» و «اظهار نظرهای بی‌پایه وی مورد استقبال رسانه‌های ضدانقلاب قرار گرفت.»
وبسایت کلمه که «نظرات میرحسین موسوی» را منتشر می‌کند در «واکنش به نحوه پوشش خبر مرگ حسینعلی منتظری»، این نوع خبررسانی را «توهین مکرر و زننده» خبرگزاری دولت دانست.

## عزای عمومی و دعوت به مراسم تشییع
میرحسین موسوی و مهدی کروبی در بیانیه‌ای مشترک روز ۳۰ آذر را عزای عمومی اعلام نموده و از مردم دعوت کردند که در مراسم تشییع حسینعلی منتظری شرکت کنند.
تعدادی از مراجع از جمله یوسف صانعی و بیات زنجانی نیز این روز را عزای عمومی اعلام نمودند.

## تجمعات و عزاداری‌ها

### ۲۹ آذر
در روز ۲۹ آذر تجمعاتی در چند دانشگاه تهران به دلیل مرگ حسینعلی منتظری انجام شد. کلاس‌های درس دانشکده حقوق دانشگاه شهید بهشتی تهران تعطیل شد. در اطلاعیه‌ای که توسط جمعی از استادان و دانشگاهیان هیئت علمی دانشکده حقوق دانشگاه بهشتی منتشر شد کلاس‌های آن‌ها در بعد از ظهر ۲۹ آذر برای گرامی داشت حسینعلی منتظری تعطیل است. در دانشگاه صنعتی شریف نیز بعضی از دانشجویان با تجمع به سر دادن شعار پرداختند. تجمعاتی نیز در دانشگاه علم و صنعت نیز شکل گرفت که شعارهایی همچون «منتظری زنده‌است، مرجع پاینده‌است» و «عزا عزاست امروز، روز عزاست امروز، ملت سبز ایران، صاحب عزاست امروز» سر داده شد. همچنین تصاویر منتظری نیز بر سر در برخی دیگر از دانشگاه‌های تهران توسط دانشجویان نصب شد.

### ۳۰ آذر (مراسم تدفین)

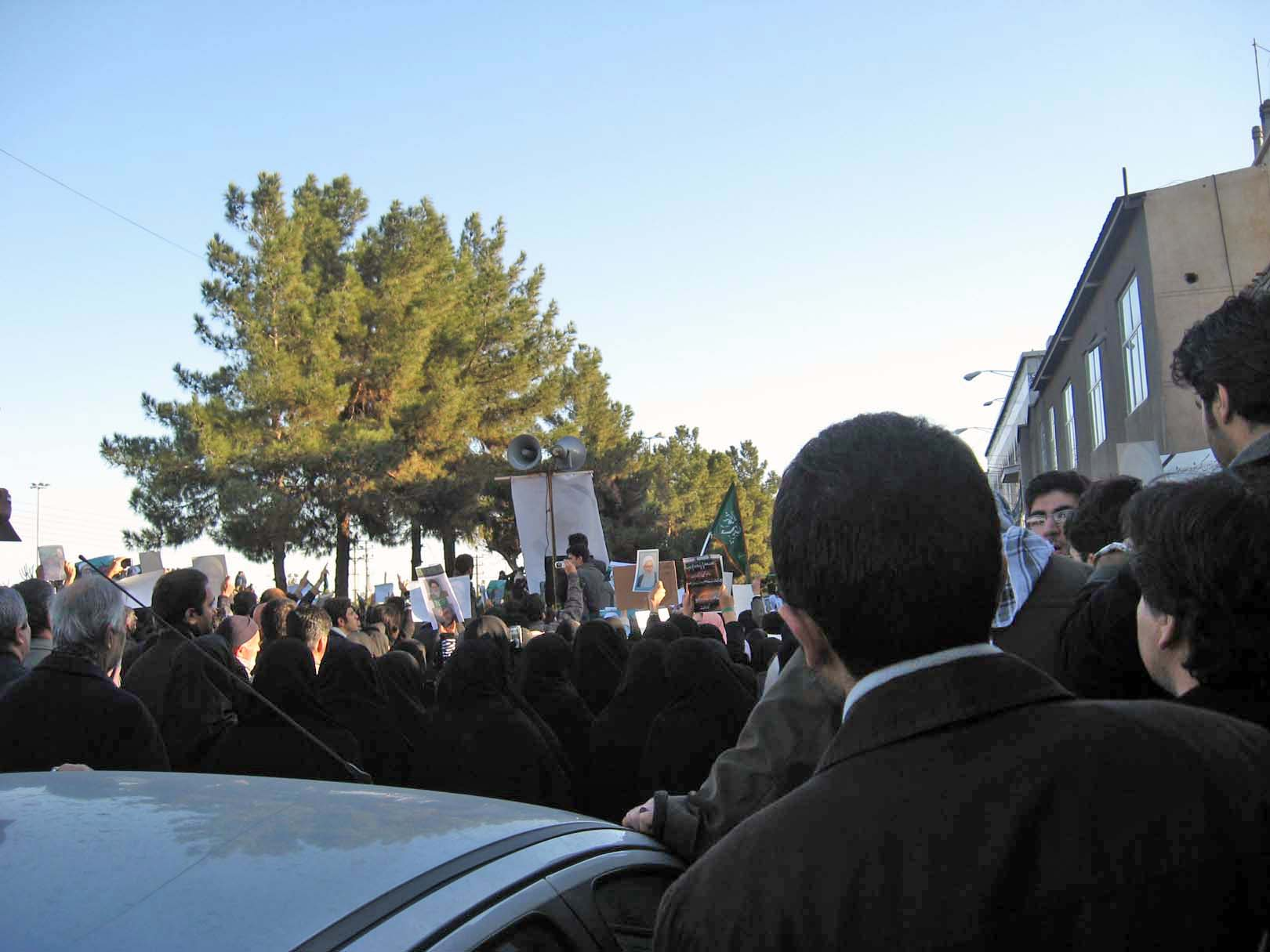
گوشه‌ای از مراسم تشییع جنازه حسینعلی منتظری، قم.

ساعت ۹ صبح روز ۳۰ آذر مراسم تشییع پیکر حسینعلی منتظری، در شهر قم، محل اقامت او، تشییع و پس از اقامه نماز به امامت موسی شبیری زنجانی، از مراجع تقلید منتقد دولت، در آرامگاه فاطمه معصومه به خاک سپرده شد.
خبرگزاری رویتر به نقل از شاهدان عینی، شمار عزاداران را «صدها هزار تن» گزارش کرد و سایت خبری تحلیلی کلمه متعلق به میرحسین موسوی، از رهبران مخالف دولت، هم گفت که پیکر منتظری با حضور صدها هزار نفر از نقاط مختلف کشور به سوی حرم فاطمه معصومه تشییع شد. برآوردهای اولیه حکایت از حضور صدها هزار نفر در این آیین داشت؛ برخی حضور مردم در این تشییع جنازه را میلیونی خواندند. به جز میرحسین موسوی و مهدی کروبی شماری از مراجع تقلید، روحانیون ارشد و فعالان سیاسی منتقد دولت، از جمله یوسف صانعی، سید جلال‌الدین طاهری اصفهانی، علی اکبر محتشمی پور، هادی غفاری، هادی خامنه‌ای برادر رهبر جمهوری اسلامی، در مراسم تشییع حضور داشتند.
همچنین رسانه‌های خارجی از گزاش دربارهٔ تظاهرات و سفر به قم برای تشیع جنازه منع شدند.
در این مراسم سیل جمعیت به حدی بود که پس از گذشت حدود سی دقیقه از خروج جنازه از خانه منتظری فقط ۲۰۰ متر پیشروی کرده بود. جمعیت عزادار با حمل نمادهایی سبز شعارهایی مانند «الله اکبر، لا اله الا الله»، «یا حجت بن الحسن ریشه ظلم را بکن»، «سید حسن خمینی تسلیت تسلیت»، «صانعی تسلیت تسلیت، موسوی کروبی تسلیت تسلیت»، «عزا عزاست امروز روز عزاست امروز ملت سبز ایران صاحب عزاست امروز، عزا عزاست امروز روز عزاست امروز فقیه نستوه ما پیش خداست امروز» سر داده‌اند. به گزارش حاضران، «حضور نیروهای امنیتی» بسیار چشم‌گیر بوده‌است.
بعد از دفن منتظری جمعیت در خیابان‌های اطراف به ویژه خیابان ارم مشغول راهپیمایی و سردادن شعارهای تند سیاسی شد. مردم شعار می‌دادند «تسلیت کینه‌ای نمی‌خوایم، نمی‌خوایم»، «منتظری نستوه راهت ادامه دارد، حتی اگر دیکتاتور بر ما گلوله بارد»، «منتظری مظلوم، آزادیت مبارک»، «منتظری نمرده، این دولته که مرده»، «دیکتاتور دیکتاتور، منتظری راهش ادامه دارد»، «موسوی کروبی تسلیت تسلیت».
نیروهای «امنیتی و انتظامی» پس از پایان مراسم تشییع پیکر منتظری «با مردم درگیر» شدند. ساعتی پس از دفن، «گروه‌هایی از بسیجیان و طلاب» با شعارهایی در حمایت از رهبری و علیه معترضین به سمت بیت حسینعلی منتظری حرکت کردند. از سوی دیگر معترضین و و هواداران منتظری متقابلاً شعارهایی دادند. در این میان طرفین «اقدام به پرتاب اشیا به سوی یکدیگر» کرده که با دخالت پلیس به قصد جدا کردن، دو طرف آرام شده و به شعارهای خود ادامه دادند.
فرزند منتظری از جمعیت حاضر «موکداً خواست تا آرامش خود را حفظ» کنند این شعارها در ساعت ۱۱:۱۵ دقیقه پیش از ظهر رو به آرامی رفت.

## بعد از مراسم

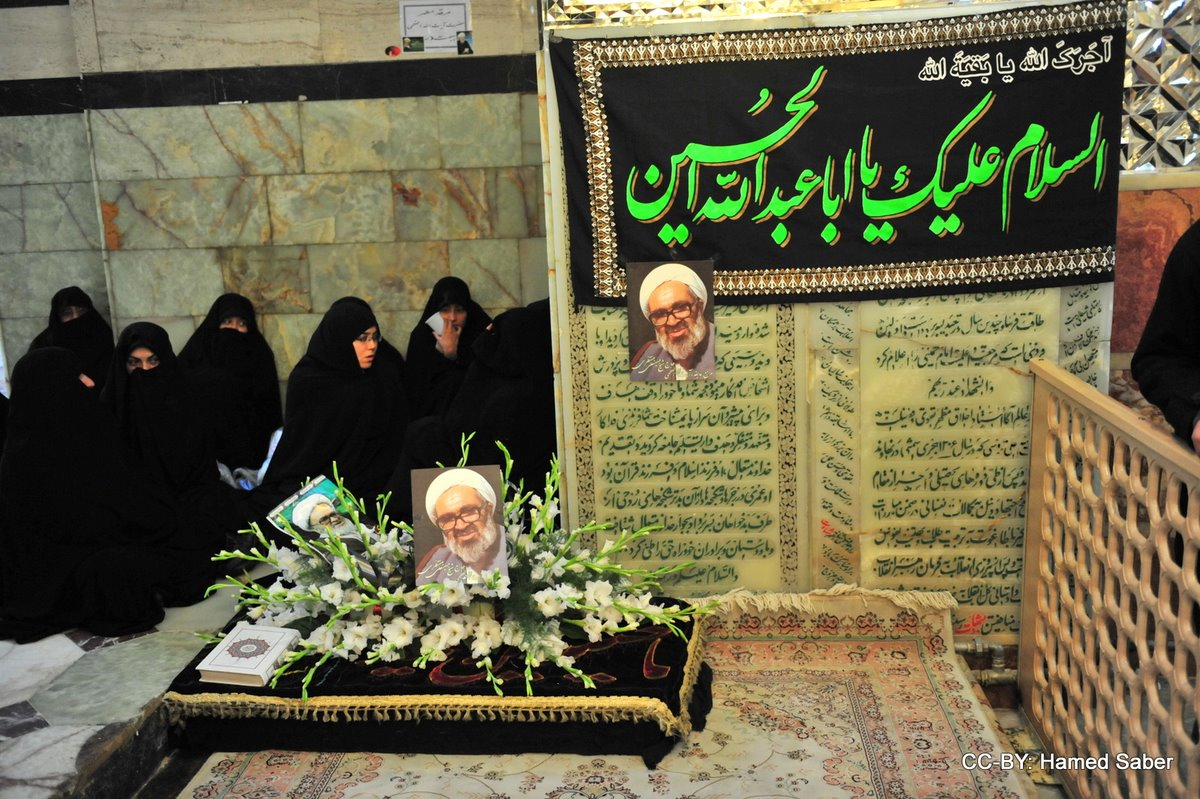
مقبره حسینعلی منتظری در آرامگاه فاطمه معصومه، قم

### حمله به میرحسین موسوی
در پایان این مراسم هنگامی که میر حسین موسوی قصد بازگشت از مراسم را داشت گروهی از موتور سواران لباس شخصی به وسیله نقلیه حامل وی حمله کردند که بر اثر آن یکی از همراهان موسوی به صورت سطحی زخمی شد. در اثر واکنش متقابل محافظان به این حمله، فرمانده لباس شخصی‌ها نیز دچار آسیب سطحی شد.

### ۱ دی
تعدادبسیار زیادی از هواداران دولت و سید علی خامنه‌ای در قم در اعتراض به شعارهای روز تشییع پیکر حسینعلی منتظری تظاهراتی برگزار کردند. این تجمع از مقابل بیت روح‌الله خمینی آغاز شد. تجمع کنندگان شعارهایی همچون «وای اگر خامنه‌ای حکم جهادم دهد، ارتش دنیا نتواند که جوابم دهد» و «سبز فقط سبز علی، لعنت به سبز اموی» و «مرگ بر آمریکا، مرگ بر اسرائیل» سر دادند. احمد پناهیان، روحانی ای که در این تجمع سخنرانی می‌کرد، گفت: «سنگرهای منافقین در قم باید تخریب شود». در بیانیه پایانی مراسم هم آمده بود: «بدون پشتوانه حمایتی هاشمی رفسنجانی، افراد تاریخ مصرف گذشته‌ای چون خاتمی، کروبی، موسوی و یوسف صانعی نمی‌توانند علمدار فتنه‌گری باشند.»، همچنین از جامعه مدرسین حوزه علمیه قم خواسته شد که «عدم صلاحیت مرجعیت» یوسف صانعی را اعلام کند.

### ۲ دی
مراسم ترحیم حسینعلی منتظری که قرار بود در اصفهان برگزار شود لغو شد. همچنین شرکت کنندگان در مراسم بزرگداشت منتظری هدف حمله نیروهای دولتی قرار گرفتند. گزارش‌ها از اصفهان حاکی است که از ساعت‌ها پیش از شروع این مراسم، نیروهای پلیس، امنیتی و لباس شخصی، در اطراف این محل به‌طور گسترده تجمع کرده بودند و با افرادی که قصد شرکت در این مراسم را داشتند به شدت برخورد شده‌است. پس از آنکه مردم حاضر در محل با دادن شعارهایی، اعتراض خود را ابراز داشتند، هدف حمله گسترده نیروهای امنیتی و شلیک گاز اشک‌آور قرار گرفتند. گفته شده بیش از ۵۰ نفر در رویدادهای این روز اصفهان بازداشت شده‌اند.

### ۳ دی
مأموران امنیتی از برگزاری مراسم ترحیمی که قرار بود بعد از ظهر روز ۳ دی ۱۳۸۸ در زنجان برای حسینعلی منتظری برگزار شود جلوگیری کردند و به همین دلیل درگیری‌هایی در این شهر اتفاق افتاد. برخی سایت‌های اینترنتی مخالف دولت ایران گزارش‌ها و عکس‌هایی را منتشر کردند که در آن ادعا می‌شد شورای عالی امنیت ملی ایران در بخشنامه‌ای سراسری برگزاری مراسم برای منتظری را، جز در قم و نجف آباد ممنوع کرده‌است. در تهران نیز تجمعی در میدان امام خمینی (توپخانه) برگزار شد که به تشنج کشیده شد.

## مراسم چهلمین روز درگذشت
بیت حسینعلی منتظری در آستانهٔ چهلمین روز درگذشت وی، با انتشار اطلاعیه‌ای در تاریخ ۴ بهمن از برگزاری مراسم چهلم منتظری در روز ۹ بهمن در بیت وی خبر داد. همچنین در روز پنجشنبه ۸ بهمن ۱۳۸۸، بازار شهر نجف آباد به نشانهٔ احترام به منتظری تعطیل شد.
در آستانه این مراسم، موج احضارها به اداره اطلاعات شهر نجف‌آباد آغاز شد و از یک هفته قبل از آن، حدود ۲۰۰ تا ۳۰۰ نفر از چهره‌های شاخص مذهبی تا جوانانی که در مراسم منتظری حضور فعال داشتند، به اداره اطلاعات این شهر احضار شدند.
همچنین از صبح روز پنجشنبه ۸ بهمن ۱۳۸۸ فضای امنیتی در قم، تهران، اصفهان و نجف‌آباد تشدید شد.
مراسم چهلم در روز جمعه ۹ بهمن، با حضور گستردهٔ مردم در قم، تحت تدابیر امنیتی برگزار شد که در آن جمعی از علمای سرشناس، روحانیون مشهور و فعالان سیاسی نیز حضور داشتند. در این مراسم روحانیون و مراجع تقلید، از جمله یوسف صانعی، مدنی تبریزی، ابراهیم امینی، سید مصطفی محقق داماد، اسدالله بیات زنجانی، جواد فاضل لنکرانی، میرزاحسن‌علی مروارید، محمدعلی گرامی، محمد صادقی تهرانی حضور داشتند. همچنین بیوت صافی گلپایگانی، سیستانی، شبیری زنجانی، وحید خراسانی، مکارم شیرازی، نوری همدانی نیز حضور داشتند. اعضای مجمع محققین و مدرسین حوزه علمیه قم، عبدالله نوری، غلامحسین کرباسچی، سراج‌الدین موسوی، فرزند عطاالله اشرفی‌اصفهانی، اعظم طالقانی و جمعی از اعضای بیت سید روح‌الله خمینی از جمله شرکت‌کنندگان در این مراسم بودند.
طی این مراسم بیش از ۴۰ نفر بازداشت شدند، که همگی به جز ۸ نفر، در ۲۴ ساعت ابتدای بازداشت، آزاد شدند.

## درگذشت همسر وی و جلوگیری از تشییع
حدود یکصد روز بعد همسر وی ماه سلطان ربانی نیز درگذشت. با وجود آنکه درگذشت او مصادف تعطیلات نوروز بود ترس از حضور مجدد مردم باعث شد تا حکومت ضمن ربودن پیکر وی مانع از برگزاری مراسم تشیع گردد و با امنیتی کردن فضا، عده‌ای از زنان را دستگیر نماید.

## سالگرد
در آستانه سالگرد درگذشت، خانواده او طی مصاحبه و همچنین با صدور اعلامیه اعلام کردند که مراسم بزرگداشت برگزار نخواهد شد. دلیل این امر فقدان امنیت برای شرکت کنندگان و نداشتن مکان مناسب اعلام شد.